# Aneurhynchus galesiformis
Aneurhynchus galesiformis är en stekelart som beskrevs av John Obadiah Westwood 1832. Aneurhynchus galesiformis ingår i släktet Aneurhynchus, och familjen hyllhornsteklar. Arten är reproducerande i Sverige.